# Tony Hawk's American Wasteland
Tony Hawk's American Wasteland es la séptima entrega de la saga de videojuegos Tony Hawk's, desarrollada por Neversoft y distribuida por Activision.
Salió a finales del 2005 para las plataformas GameCube, PlayStation 2, Xbox, Xbox 360 y PC.

## Sinopsis

### Modo historia
Al principio, encarnas a un joven skater que trata de hacerse de la vida para el Skate, por lo cual en una escena se ve a su padre gritándole ya que el Skateboarding no lo llevaría hacia nada. Aquí empieza la historia del joven, que, tomando un Bus hacia la gigantesca ciudad de Los Ángeles, decide olvidarse completamente de su familia, y dedicarse sólo al deporte.
Nada más llegar a Hollywood nos atacan, y conocemos a Mindy (voz de Cree Summer en inglés), una chica que nos recomienda cambiarnos las "pintas". Gracias a ella, conseguimos entrar en una banda de skaters, con sede en "El rancho", casa de Iggy.
Aquí, el joven deberá completar varias misiones para hacerse su camino hacia Beverly Hills, donde se encontraría el rancho del cual Mindy nos habla. Aquí, en Hollywood, el joven aprende unas cuantas técnicas de los Skaters de Hollywood, como el Manual y el Nose Manual, así como el Revert y demás. En esta ciudad, uno debe hacerse con dinero visitando a un vago que, a cambio de hacer unos cuantos Trucos (de categoría Flip, Grab, Lip, etc.) nos dará dinero (El cual posteriormente sirve para comprar tablas nuevas, zapatillas de Skate, ropa y demás)
Al llegar, debemos competir con un Punk que nos roba el bolso al llegar a Hollywood del bus. Al final, cuando el joven gana, el Punk se rehúsa a entregar el bolso, por lo cual debemos correr hacia él y golpearlo con la tabla. (Aquí se aprende el Smack, truco en el cual puedes golpear peatones bajándote de la tabla)
La misión transitoria a pasar a Beverly Hills consistiría en comenzar a aflojar las tablas que mantienen una Cabeza de T-Rex realizando trucos en dicho techo, donde se encuentra la cabeza. Una vez que se afloja, la Cabeza cae lo cual provoca que unas manifestantes protestando a causa de una Cabra que estaría atrapada, que se encuentran tapando la entrada a la siguiente ciudad, salgan corriendo, dando paso a la ciudad de Beverly Hills.
Una vez en Beverly Hills, conocemos a todos los integrantes de la banda de Iggy, los cuales nos muestran unos trucos que el joven deberá aprender para ganarse el respeto y la entrada al rancho. Una vez que conseguimos ganarnos el respeto, el joven se abre paso a la banda de Skaters e idean el plan de sacar variadas cosas de distintas ciudades para armar un Skatepark en dicho rancho. Elementos como las calles de Estrellas de Hollywood, varios fierros de la ciudad, son tomadas en variadas misiones que debemos cumplir para luego ponerlas en el rancho. Cada vez que ganamos algún elemento de una ciudad, la cual es luego instaurada en el rancho, Mindy nos reta a cumplir cierta cantidad de puntaje sobre o en dicho elemento. Estos retos consistirían en las misiones del Rancho.
En Beverly Hills, aprendemos a hacer Parkour gracias a un señor francés que nos enseña trucos como el Wallrun, Wallflip, Back Tuck, Front Truck, Shimmy etcétera, los cuales ayudarían en el juego para llegar a lugares que sin usar estas técnicas son inaccesibles (como techos a mucha altura).
A medida que avanza el juego, debemos recorrer todas las ciudades dispuestas para ir sacando cosas de dichas ciudades para luego ponerlas en el Rancho. Lo siguiente que se desbloquearía sería la ciudad de Santa Mónica.
En Santa Mónica, debemos completar difíciles misiones para recolectar más elementos que nos servirían en el rancho. La misión transitoria a pasar a la Plataforma Petrolífera (Oil Rig) es cuando, posterior a que nos vemos con Tony Alva y aplicamos el Bert Slide bajando una empinada, debemos asustar a un trabajador del Carrusel (Carnival Worker, personaje luego utilizable al desbloquearlo) comprando un traje de Alien ya que supuestamente este trabajador estaría obsesionado con los Alienígenas y con la llegada de tales, como nos indica Tony Alva. Una vez que lo asustamos creando nuestro propio truco, debemos hacer un Natas Spin sobre la manilla que controla el Carrusel, lo cual provocaría que este fuera a tal velocidad que cae y nos da el paso a un bote que nos llevaría a la Plataforma Petrolífera, la cual no se encontraría muy lejos de Santa Mónica.
Una vez en la Plataforma Petrolífera, debemos recolectar más ítems para el Rancho hablando con varios trabajadores del lugar. Debemos en una parte alimentar a un tiburón, y otras variadas misiones. Al finalizar nuestra estadía en la Plataforma Petrolífera, al irnos de vuelta, nos encontramos con que el tipo que nos llevaría de vuelta a Santa Mónica, nos deja botado en la Plataforma, por lo cual debemos hacer en una misión transitoria un Transfer que atraviesa el mar para abrir paso a unas cañerías gigantes que conectan Santa Mónica con la Plataforma Petrolífera, llegando así de vuelta a Santa Mónica.
También debemos hacer variadas misiones en la ciudad de Downtown Los Angeles, (Parte central/baja de los Ángeles), donde aprendemos a hacer el Focus, un Special y varios. Es aquí donde también desbloqueamos el paso al Skatepark de Vans, donde nos inscribimos para competir en una competencia patrocinada por Tony Hawk. Aquí se produce un problema al mencionar el nombre de Iggy, quien es entonces buscado por la policía local, por lo que queda bajo arresto, pero luego es liberado.
También damos paso a la ciudad de East Los Angeles, donde debemos también recolectar más elementos para nuestro rancho.
Es en esta ciudad donde desbloqueamos el Casino, dándole dinero a una señora que conduce un puesto de Tacos para que rompa la entrada al Casino con su camión-van.
Es en el Casino donde recolectamos la mayoría de las cosas que utilizaremos en el rancho, ya que tiene diversos elementos. Aquí se encuentran todos los integrantes de la banda de Iggy también, y, al final, la policía se percata de nuestra presencia en el Casino robando los ítems para el Rancho, por lo cual (Como misión final del juego) debemos hacernos paso por East Los Angeles, para luego llegar a Downtown, luego a Hollywood y finalmente a Beverly Hills. En todo este recorrido, una luz de helicóptero policial te persigue, y si estás mucho tiempo estático con la luz fijándote, te devuelves al punto de partida de la ciudad.
Al llegar al rancho, salen todos los miembros a felicitar y celebrar la inauguración del Rancho, el cual en esta escena se ve a Mindy bautizando el Rancho como American Wasteland, luego, se ve a nuestro joven Skater besando a Mindy, por lo que posteriormente aparecen juntos como en un noviazgo al mostrar a todos los Skaters más famosos patinando en el Rancho.
Los escenarios del modo historia son:
- Hollywood
- Beverly Hills
- Santa Mónica
- Downtown
- East LA (Este de Los Ángeles)
- Vans Park
- Plataforma petrolífera
- Casino
- Rancho

El juego consiste de tres dificultades en Modo Historia: Fácil, Normal y Sick (Muy difícil).
En modo clásico consta de Normal y Sick.
Dependiendo de la dificultad en que juegues el modo Historia y el modo clásico, diferentes personajes vas desbloqueando.
Particularmente, en este juego podemos hacer BMX, al buscar el ícono de Bicicleta en nuestro radar, también se pueden crear Grafitis y montarlos por donde quieras.
El juego en sí mantiene un ambiente de tipo Old School y Punk, ya que diversos miembros de este tipo de géneros del Skate se ven desarrollados en el juego. Es, por consecuencia, la poca diversidad de música tipo Rap o Hip Hop en el juego.

### Modo clásico
El modo clásico es el habitual de los primeros Tony Hawk's, cumpliendo objetivos y recolectando puntos. Los escenarios de este modo son de Juegos anteriores y son los siguientes, con 10 objetivos cada uno:
- Minneapolis (Tony Hawk Pro Skater)
- Santa Cruz (Tony Hawk Underground 2)
- The Mall (Tony Hawk Pro Skater)
- Chicago (Tony Hawk Pro Skater)
- Kioto (Tony Hawk Pro Skater 3)
- The Ruins (Tony Hawk American Wasteland)

Los objetivos comunes de los niveles son:
- Colecciona las letras SKATE
- Colecciona las letras COMBO
- Encuentra la cinta secreta
- Haz un combo de X puntos (varía según el nivel de dificultad y según el escenario)
- Supera esta puntuación (hay 3 por escenario, varía según el nivel de dificultad y según el escenario)

## Skaters
- Tony Hawk
- Tony Alva
- Paul Rodríguez
- Stevie Williams
- Mike Vallely
- Bob Burnquist
- Daewon Song
- Bam Margera
- Ryan Sheckler
- Rodney Mullen
- Andrew Reynolds
- Tony Trujillo
- Jason Ellis (Después de completar el modo historia)
- Billie Joe Armstrong (Vocalista de Green Day) (después de completar el modo clásico)
- Robo Tony (después de completar el modo historia en fácil)

## Banda sonora
| - 7 Seconds - "We're Gonna Fight" - Alkaline Trio -" Wash Away" (Cover TSOL) - An Endless Sporadic - "Sun of Pearl" - Bad Religion - "We're Only Gonna Die" - Black Flag - "Rise Above" - Black Francis - "Los Ángeles" - Bloc Party - "Like Eating Glass" (Tony Hawk's Mix) - Bobot Adrenaline - "Penalty Box" - Breakestra - "Champ" - Circle Jerks - "Wild in the Streets" - Cradle of Filth - "Nymphetamine" - Dead Kennedys - "California Über Alles" (canción del tráiler y de la intro) - Death from Above 1979 - "Little Girl" - Del the Funky Homosapien & Hieroglyphics - "Burnt" - Dirty Rotten Imbeciles - "Couch Slouch" - Dropkick Murphys - "Who Is Who" (Cover Adolescents) - El-P - "Jukie Skate Rock" - Emanuel - "Search and Destroy" (Cover The Stooges) - Fall Out Boy - "Start Today" (Cover Gorilla Biscuits) - Fatlip - "What's Up Fatlip" - Felix da Housecat - "Everyone is Someone in LA" - From Autumn to Ashes - "Let's Have a War" (Cover Fear) - Good Riddance - "30 Day Wonder" - Green Day - "Holiday" - High on Fire - "Devilution" - Hot Snakes - "Time to Escape" (Cover Government Issue) - Lair of the Minotaur - "Warlord" - Mastodon - "Iron Tusk" - Mike V. and the Rats - "Vendetta" - Molemen & Aesop Rock & Slug & MF Doom - "Put Your Quarter Up" - Mötley Crüe - "Live Wire" - My Chemical Romance - "Astro Zombies" (Cover Misfits) - Nassim Ait-Kaci - "Rawhide" | - Oingo Boingo - "Who Do You Want to Be" - Pest - "Duke Kerb Crawler" - Pig Destroyer - "Gravedancer" - Public Enemy & Ice Cube & Big Daddy Kane - "Burn Hollywood Burn" - Rise Against - "Fix Me" (Cover Black Flag) - Riverboat Gamblers - "Hey! Hey! Hey!" - Rob Sonic - "Sniper Picnic" - Saves the Day - "Sonic Reducer" (Cover Dead Boys) - Scissor Sisters - "Filthy/Gorgeous" - Scott Herren - "The End of Biters" (One Word Extinguisher) - Senses Fail - "Institutionalized" (Cover Suicidal Tendencies) - Sham 69 - "Borstal Breakout" - SNFU - "Better Homes and Gardens" - Spirit Caravan - "Dove-Tongued Aggressor" - Strike Anywhere - "Question the Answer" - Taking Back Sunday - "Suburban Home/I Like Food" (Cover Descendents) - Thrice - "Image of the Invisible" - Thrice - "Seeing Red/Screaming at a Wall" (Cover Minor Threat) - The Bled - "House of Suffering" (Cover Bad Brains) - The Bravery - "Unconditional" - The Casualties - "Get Off My Back" - The Doors - "Peace Frog" - The Faint - "I Disappear" - The God Awfuls - "Watch it Fall" - The Network - "Teenagers From Mars" (Cover Misfits) - The Thunderlords - "I Like Dirt" - Thursday - "Ever Fallen in Love (With Someone You Shouldn't've)" (Cover Buzzcocks) - Tommy Guerrero - "Organism" - Ungh! - "Skate Afrikkana" - USSR - "Live Near Death" - Venom - "Black Metal" |